# Cordia macrocephala
Cordia macrocephala là loài thực vật có hoa trong họ Mồ hôi. Loài này được (Desv.) Kunth mô tả khoa học đầu tiên năm 1819.